# Christo van Rensburg
Christo van Rensburg (Uitenhage, 23 de outubro de 1962) é um ex-tenista profissional sul-africano.
Christo van Rensburg foi campeão do Aberto da Austrália de 1985, em duplas.